# The Killers
A The Killers egy 2001-ben alakult amerikai rockegyüttes, amely a nevadai Las Vegasból származik. Az zenekar jelenlegi tagjai: Brandon Flowers (vokál, szintetizátor, basszusgitár), Dave Keuning (gitár, vokál) és Ronnie Vannucci Jr. (dob). Az első és egyben a mai napig legsikeresebb albumuk a Hot Fuss, amelyet 2004 júniusában adtak ki. Második albumuk (amely 2006 októberében jelent meg) a Sam's Town. Harmadik albumuk 2008 novemberében jelent meg, Day & Age címmel.
Leghíresebb dalaik a "Runaways", "Somebody Told Me", a "Mr. Brightside", a "When You Were Young" és a "Read My Mind". Zenéjük főleg a 80-as évekbeli angol új hullámon alapszik.
2009-es karácsonyi daluk a Happy birthday Guadalupe.
2010 februárjában az együttes több nemzetközi fellépést is lemondott, a frontemberük Brandon Flowers édesanyjának halála miatt. Az asszony 64 éves volt, két éve küzdött a rákkal, a szervezete azonban most feladta a küzdelmet – jelentette a Spin.com.
2010-ben az együttes frontembere Brandon Flowers szólólemezt adott ki, Flamingo címmel.

## Tagjai

### Eredeti tagok
| Jelenlegi tagok - Brandon Flowers – vezető vokál, billentyűk (2001–), basszusgitár (2001–2002, 2002–) - Dave Keuning – gitár, háttérvokál (2001–2017, 2020–; 2017–2020 felvételi időszak; 2017–2020, 2022– turnéidőszak); ritmusgitár (2001–2002) - Ronnie Vannucci Jr. – dobok, ütőhangszerek (2002–), ritmusgitár (2017–) | Korábbi tagok - Mark Stoermer – basszusgitár, háttérvokál (2002–2020; 2016– turnéidőszak; 2020– felvételi időszak), ritmusgitár (2002–2017), gitár (2017–2020) - Matt Norcross – dobok (2001–2002) - Brian Havens – dobok (2002) - Dell Neal – basszusgitár, háttérvokál (2001–2002) |

Idővonal

### Turnétagok
| Jelenlegi turnétagok - Ted Sablay – vezető vokál (2017–2020, 2022–), ritmusgitár, billentyűk (2006–2007, 2011–2017, 2020–2022), háttérvokál (2006–2007, 2011–) - Jake Blanton – basszusgitár (2013, 2016–), billentyűk, ritmusgitár (2011–2016), háttérvokál (2011–) - Amanda Brown – háttérvokál (2017–) - Erica Canales – háttérvokál (2017–) - Danielle Withers – háttérvokál, hegedű, akusztikus gitár (2017–) - Robbie Connolly – billentyűk, ritmusgitár, háttérvokál (2017–) - Taylor Milne – ritmusgitár, billentyűk, háttérvokál (2017–2020, 2022–) | Korábbi turnétagok - Rob Whited – ütőhangszerek, háttérvokál (2006–2014) - Bobby Lee Parker – akusztikus gitár (2008–2014) - Ray Suen – billentyűk, hegedű, ritmusgitár, háttérvokál (2008–2010) - Tommy Marth – szaxofon, háttérvokál (2008–2010, 2012-ben elhunyt) - Brian Karscig – ritmusgitár, billentyűk, háttérvokál (2016) |

Idővonal

## Diszkográfia
- Hot Fuss (2004)
- Sam's Town (2006)
- Day & Age (2008)
- Battle Born (2012)
- Wonderful Wonderful (2017)
- Imploding the Mirage (2020)
- Pressure Machine (2021)
- Rebel Diamonds (2023- válogatásalbum)